# فلور دو سرتائو
فلور دو سرتائو (به پرتغالی: Flor do Sertão) یک منطقهٔ مسکونی در برزیل است که در سانتا کاتارینا واقع شده‌است. فلور دو سرتائو ۱٬۵۷۹ نفر جمعیت دارد.